# Cuenca de Badwater
La cuenca de Badwater (del inglés: Badwater Basin) es una cuenca endorreica situada en el parque nacional del Valle de la Muerte, Valle de la Muerte, condado de Inyo, Estados Unidos. Destaca por ser el punto más bajo de América del Norte, con una profundidad de 86 m por debajo del nivel del mar. El monte Whitney, el punto más elevado de los 48 estados contiguos, se encuentra a solo 120 km hacia el oeste.

## Geografía

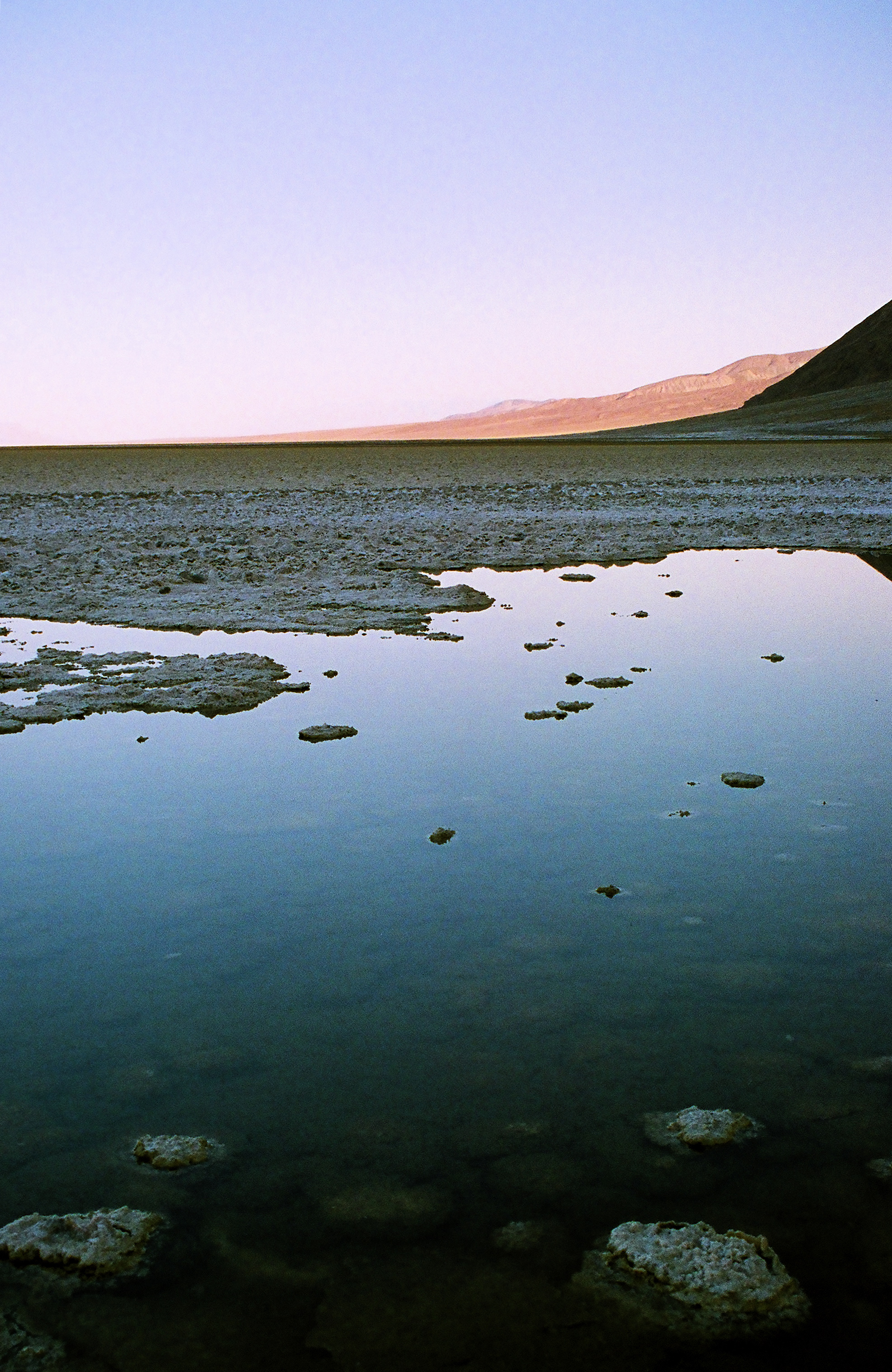
Vista del pequeño lago en parte de la cuenca

El sitio es una pequeña charca de agua estancada que se forma por arroyos en las proximidades de la carretera; la acumulación de sales de la cuenca tornan al agua no potable. La charca posee una escasa fauna y flora, que incluye salicornia, insectos acuáticos, y el Assiminea infirma (o caracol de Badwater).
En inmediaciones de la charca, en la zona que no siempre está cubierta de agua, los ciclos repetitivos de congelamiento-derretimiento y evaporación han gradualmente conformado la fina corteza de sal que toma la forma de hexágonos.
En realidad la charca no es el punto más bajo de la cuenca: el punto más bajo (que solo se encuentra un poco más bajo) se encuentra a varios km hacia el oeste y su posición varía en el tiempo. Sin embargo, es peligroso atravesar las planicies salinas (en muchas ocasiones solo hay una delgada capa blanca sobre una base de barro), y por lo tanto se ha colocado el cartel en la charca. A menudo es identificado en forma errónea como el punto más bajo del hemisferio occidental, sin embargo el punto más bajo se encuentra en Laguna del Carbón en la Argentina con un nivel de 105 m por debajo del nivel del mar.
En forma periódica importantes tormentas inundan la base del valle de Badwater, cubriendo el salar con un delgado espejo de agua estanca. Cada lago así formado tiene una vida efímera, ya que los 4,6 cm de precipitación media anual son ampliamente superados por el ritmo de evaporación de 3,75 m por año. Este es el mayor potencial de evaporación de Estados Unidos, por ejemplo un lago de 4 m de profundidad y 45 km de extensión se evaporaría por completo al cabo de un año. Mientras la cuenca se encuentra inundada algo de la sal se disuelve en el agua; la cual se deposita en forma de cristales claros cuando el agua se evapora.

## Historia
Durante el Holoceno, cuando el clima de la región era menos seco, los arroyos que venían de las montañas cercanas gradualmente fueron llenando el valle de la Muerte formando un lago de casi 10 m de profundidad, y junto con el Cotton Bail Marsh y la Middle Basin, formaron el lago lago Manly. Algunos de los minerales dejados atrás por los tempranos lagos del valle de la Muerte  fueron disueltos en aguas poco profundas, creando así una solución salada.
La temporada lluviosa no duraba mucho por lo que el clima se calentó y las lluvias disminuyeron. El lago comenzó a secarse y los minerales disueltos en el lago comenzaron a incrementar su concentración conforme el agua se evaporaba. Finalmente, solo quedó una sopa salada, formando estanques salados en las partes más bajas del valle de la Muerte. Las sales (95% sal de mesa, NaCl) comenzaron a cristalizarse, revistiendo la superficie con una gruesa corteza de 1 -1,7 m de espesor.

## Galería de imágenes

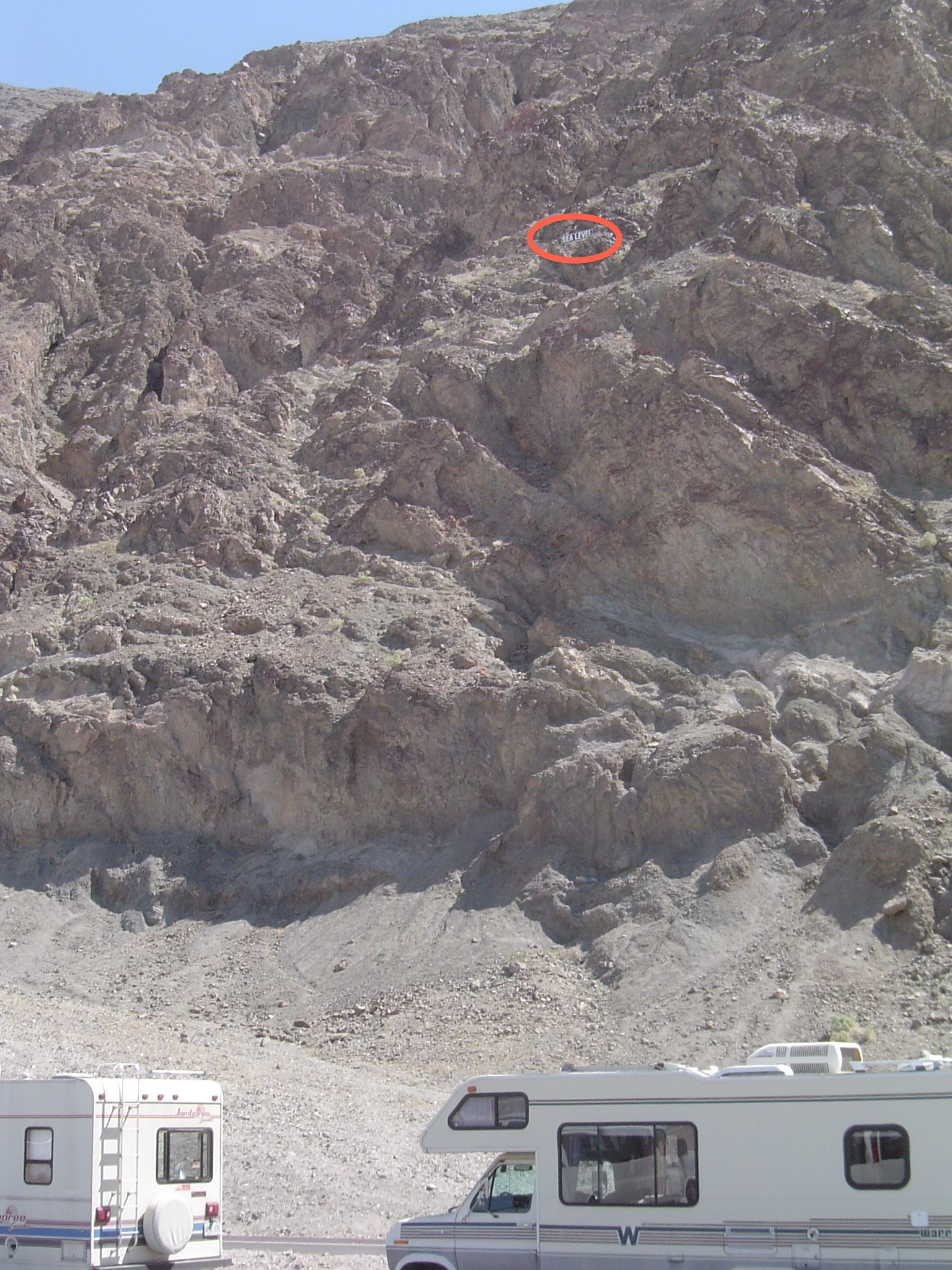
El cartel indicando la posición del nivel del mar, por encima de una zona turística, se encuentra unos dos tercios arriba de la pared de la montaña
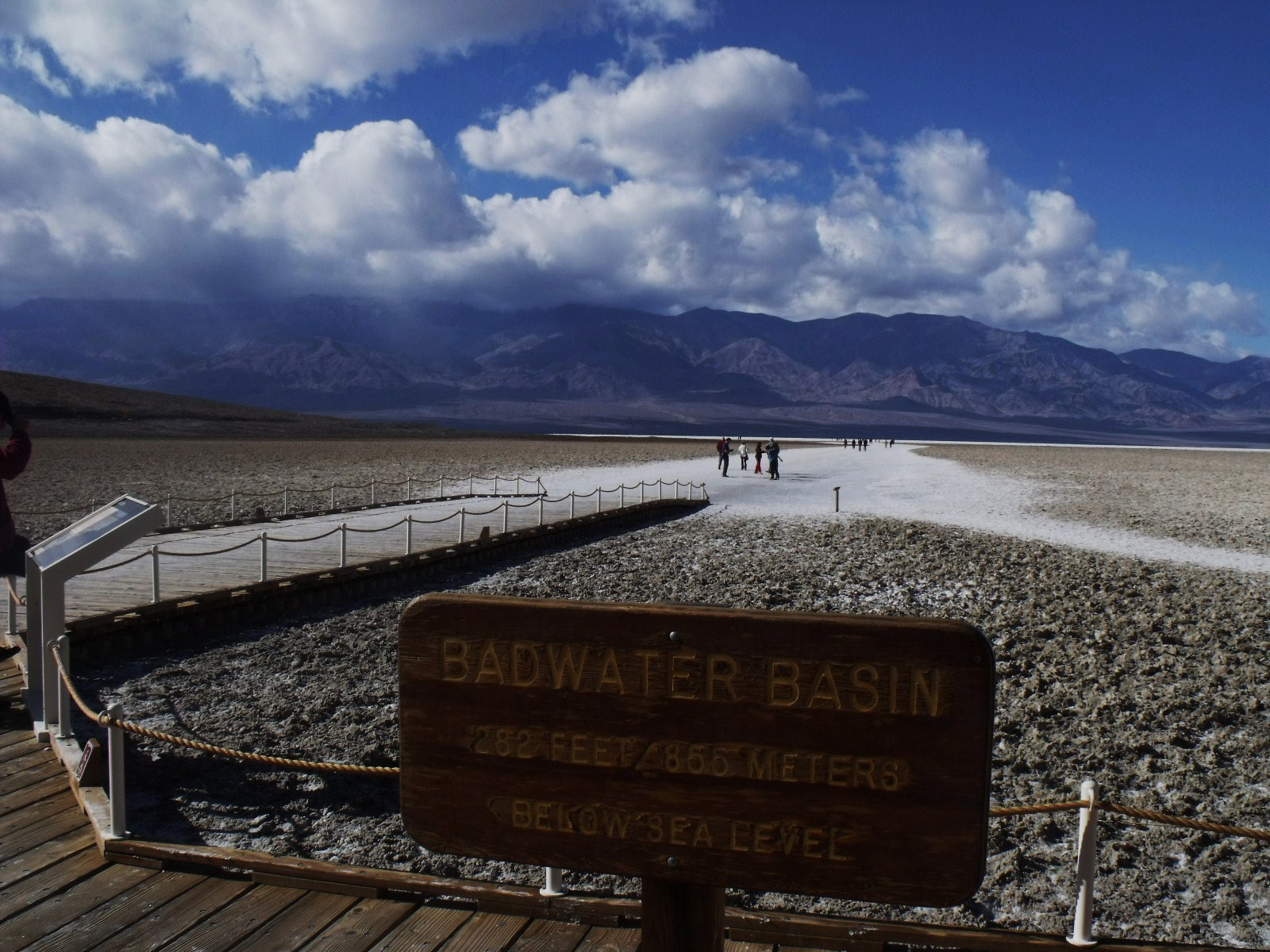
Cartel indicador de elevación de la cuenca de Badwater.
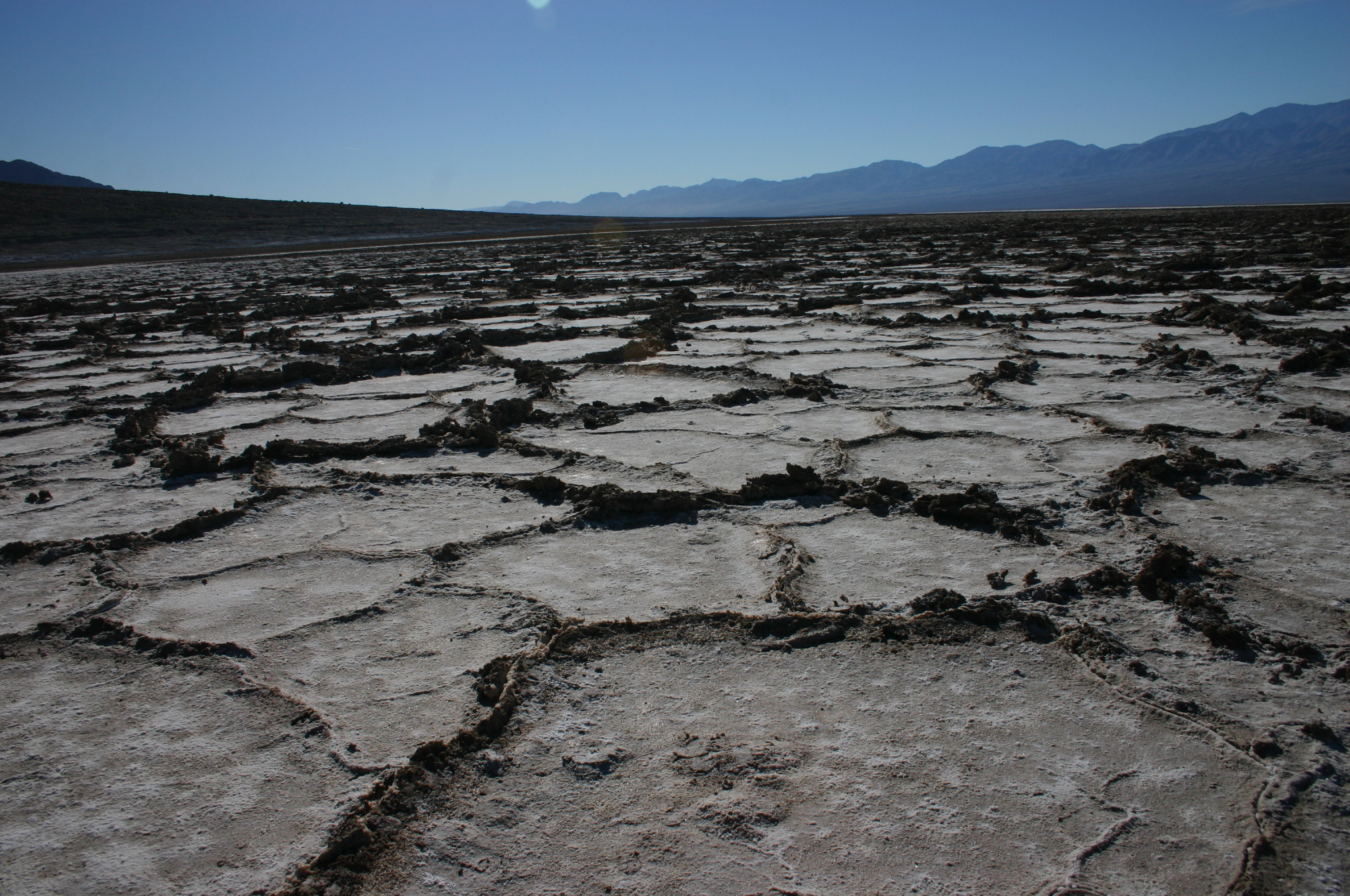
Los ciclos de congelación y descongelación periódicos dan a la corteza de sal un patrón de panal de abejas aproximadamente hexagonal.
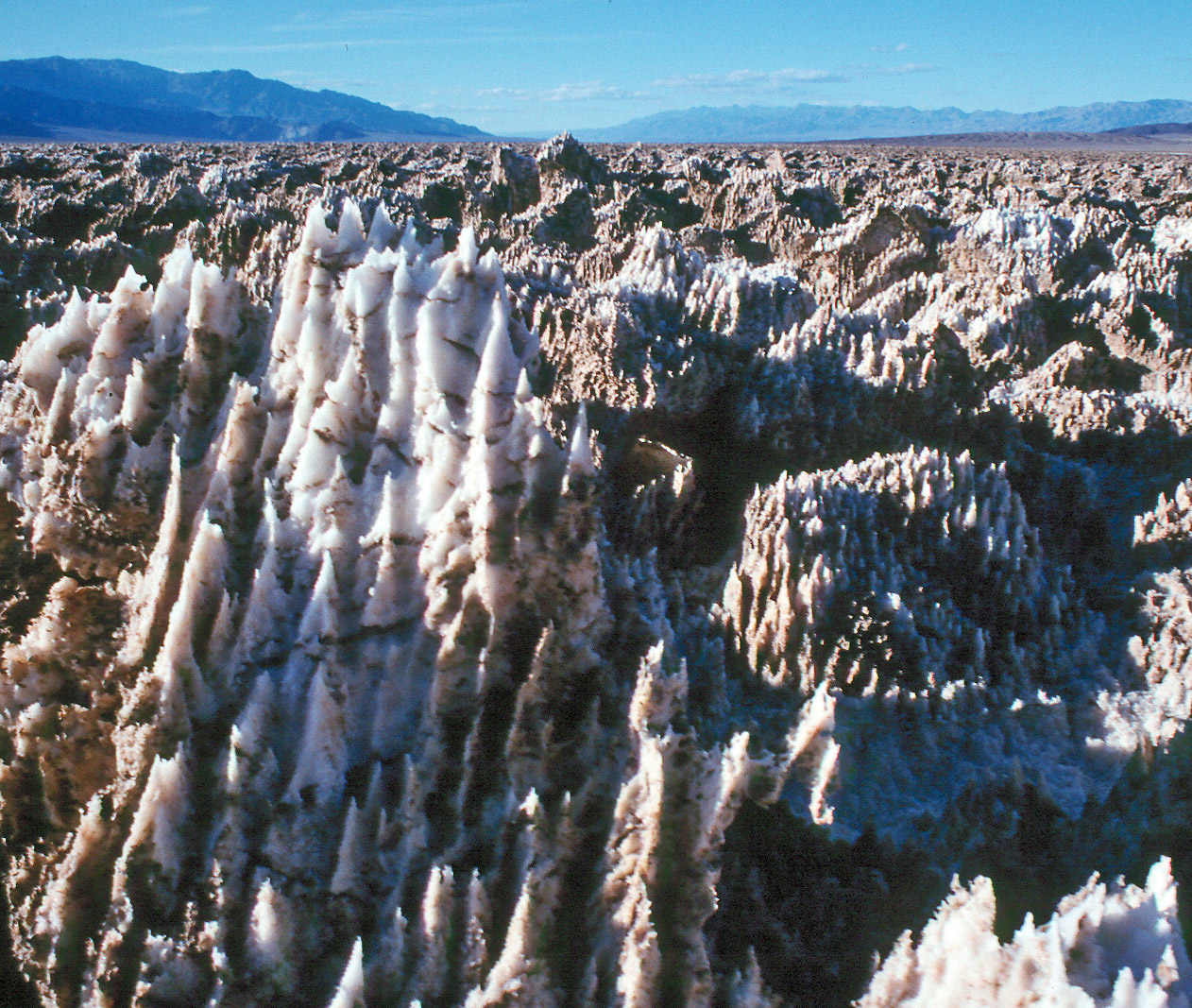
Pináculos de sal en el Campo de Golf del Diablo.
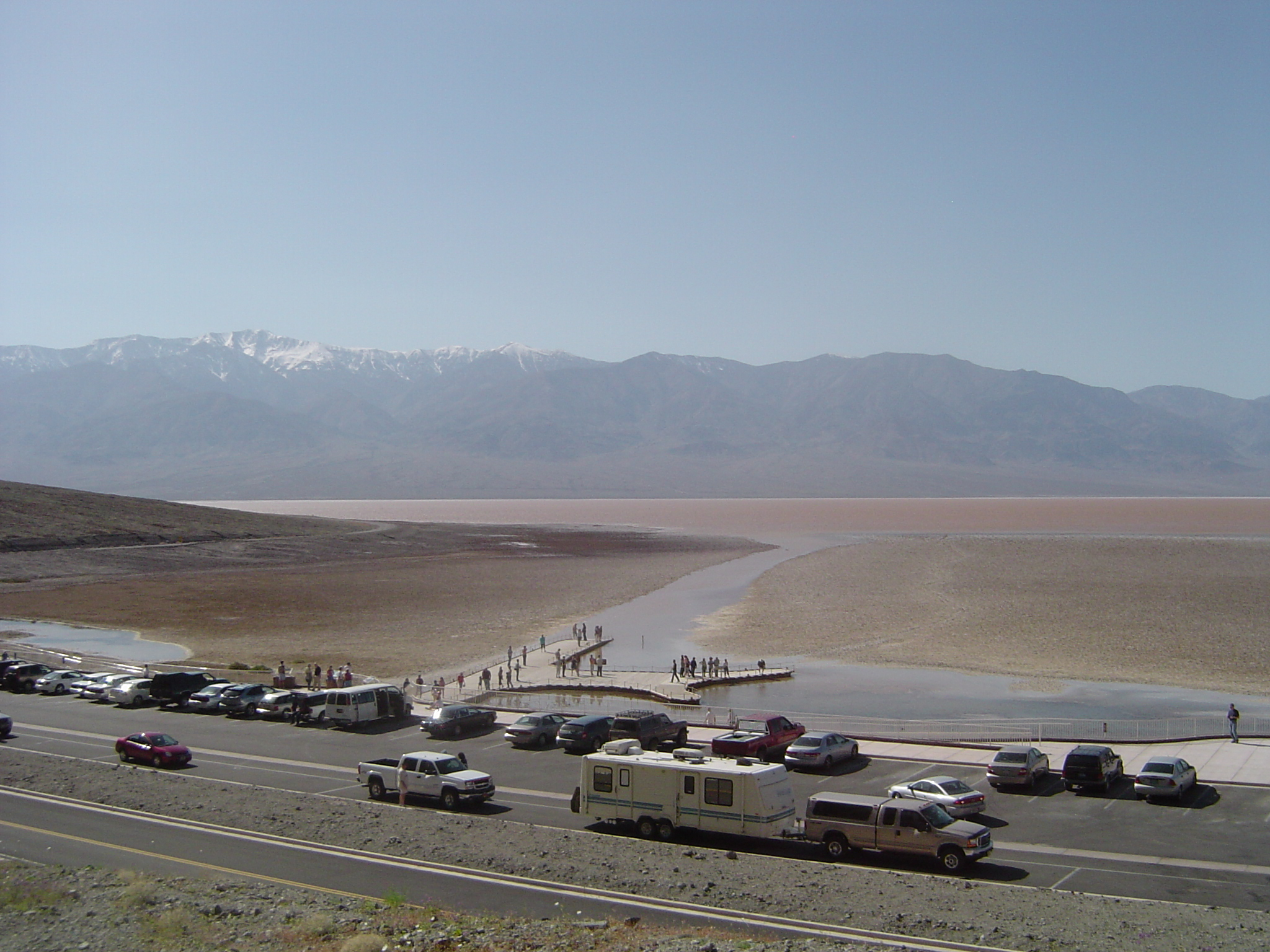
Zona turística inundada por el efímero Lago Badwater, Parque Nacional Valle de la Muerte, California. Primavera del año 2005.
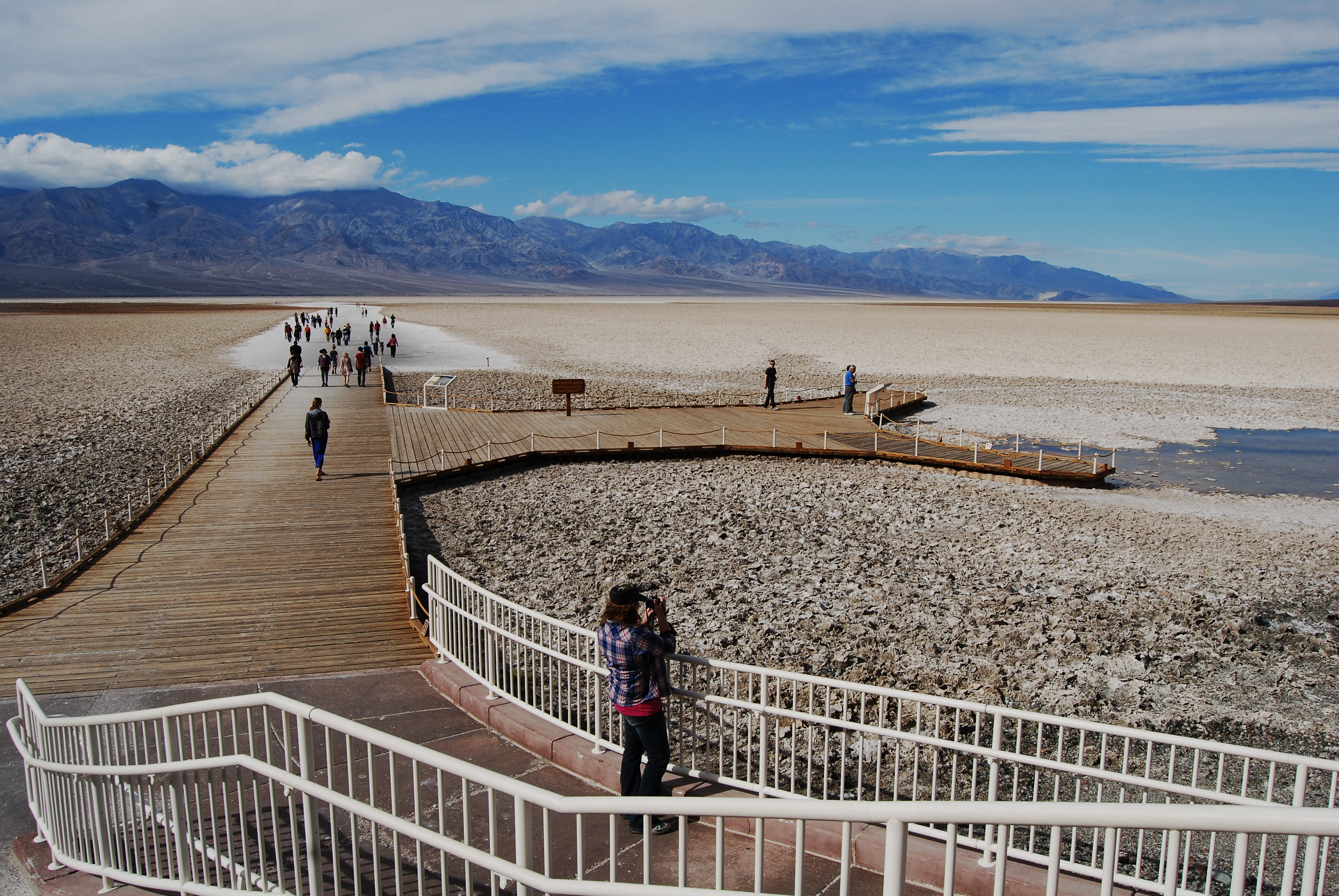
Paisaje de Badwater y sus alrededores.